# Lorenzo Palermo
Lorenzo Palermo (Nuoro, 1953) és un advocat i polític sard. Estudià al liceu Asproni de Nuoro i a l'Escola Normal Superior de Pisa. Durant els anys setanta es va adherir al grup reunit al voltant de la publicació Su Populu Sardu i participà activament també a l'emissora en sard Radiu Supramonte. El 1979 es va establir definitivament a Sardenya, on va exercir-hi d'advocat. El 1980 es va afiliar al Partit Sard d'Acció (PSAZ), del qual en fou Secretari General de 1995 a 1997 i president de 2000 a 2004. El 2005 fou nomenat membre del consell de la província de Nuoro. És autor d'escrits jurídics.